# 商群
在數學中，商群（英語：quotient group）或因子群（英語：factor group）是通过保持群结构的等价关系来把较大群中的类似元素聚类而产生的群。例如，加法模 {\displaystyle n} 的循环群是由在整数加法群中将相差 {\displaystyle n} 倍的整数定义为一类（称为同余类）得到的一系列可作为一个整体进行二元运算的群结构。
給定一個群 {\displaystyle G} 和 {\displaystyle G} 的一個正規子群 {\displaystyle N} {\displaystyle G} 在 {\displaystyle N} 上的商群或因子群，直觀上是把正規子群 {\displaystyle N} 「萎縮」為單位元的群。商群寫為 {\displaystyle G/N} ，念作 {\displaystyle G} 模 {\displaystyle N}（「模」對應英文 mod，是 module 的簡稱）。
商群的重要性很大程度上源自他們與同態的關係。第一同構定理指出，任意群 {\displaystyle G} 在同態下的像總是同構于 {\displaystyle G} 的商。具體而言，同態 {\displaystyle \varphi :G\rightarrow H} 下 {\displaystyle G} 的像同構于 {\displaystyle G/ker} ，其中 {\displaystyle ker} 代表 {\displaystyle \varphi } 的核。
如果 {\displaystyle N} 不是正規子群，仍可定義 {\displaystyle G} 關於 {\displaystyle N} 的商，但 {\displaystyle G/N} 將不是群，而是一個齊性空間。

## 群的子集的乘積
在隨后的討論中，我們將使用在 {\displaystyle G} 的子集上的二元運算：如果給出 {\displaystyle G} 的兩個子集 {\displaystyle S} 和 {\displaystyle T} ，我們定義它們的乘積為 {\displaystyle ST=\{st\mid s\in S,t\in T\}} 。這個運算符合結合律，并有單元素集合 {\displaystyle \{e\}} 作為單位元，這裡 {\displaystyle e} 是群 {\displaystyle G} 的單位元。因此，由 {\displaystyle G} 的所有子集構成的集合和這個運算構成一個幺半群。
憑借這個運算我們可以首先解釋商群及正規子群的定義：
群 {\displaystyle G} 的商群是 {\displaystyle G} 的一個劃分，而它在這個乘積運算下是群。
它完全由包含 {\displaystyle \{e\}} 的子集所確定。 {\displaystyle G} 的正規子群是在任何這種劃分中包含 {\displaystyle e} 的集合。在劃分中的子集是這個正規子群的陪集。
群 {\displaystyle G} 的子群 {\displaystyle N} 是正規子群當且僅當陪集等式 {\displaystyle aN=Na} 對于所有 {\displaystyle G} 中的元素 {\displaystyle a} 都成立。依據上述定義的在子集上的二元運算， {\displaystyle G} 的正規子群是交換於 {\displaystyle G} 的所有子集的子群，記作 {\displaystyle N\trianglelefteq G} 。置換於 {\displaystyle G} 的所有子群的子群叫做可置換子群。

## 定義
設 {\displaystyle N} 是群 {\displaystyle G} 的正規子群。我們定義集合 {\displaystyle G/N} 是 {\displaystyle N} 在 {\displaystyle G} 中的所有左陪集所構成的集合，即 {\displaystyle G/N=\{aN\mid a\in G\}} 。群 {\displaystyle G/N} 上的群運算定義如上。換句話說，對于每個 {\displaystyle G/N} 中的元素 {\displaystyle aN} 和 {\displaystyle bN} ， {\displaystyle aN} 和 {\displaystyle bN} 的乘積是 {\displaystyle (aN)(bN)} 。這個運算是閉合的，因為 {\displaystyle (aN)(bN)} 是一個左陪集：
{\displaystyle (aN)(bN)=a(Nb)N=a(bN)N=(ab)NN=(ab)N} 。
上述等式用到了 {\displaystyle N} 的正規性。因為 {\displaystyle N} 
是正規子群， {\displaystyle N} 在 {\displaystyle G} 中的左陪集和右陪集相等，所以 {\displaystyle G/M} 也可以定義為 {\displaystyle N} 在 {\displaystyle G} 中所有的右陪集的集合。因為運算是從 {\displaystyle G} 的子集的乘積得出的，這個運算有良好定義（不依賴於表示的特定選擇），符合結合律，并有 {\displaystyle N} 作為單位元。 {\displaystyle G/N} 的元素 {\displaystyle aN} 的逆元是 {\displaystyle a^{-1}N} ，其中 {\displaystyle a^{-1}} 是 {\displaystyle a} 在群 {\displaystyle G} 中的逆元。

## 定義的動機
{\displaystyle G/N} 被稱爲商群的契機來自整數的除法。 {\displaystyle 12} 除以 {\displaystyle 3} 時之所以會得到 {\displaystyle 4} 是因為我們可以把 {\displaystyle 12} 個對象重新分組為各含 {\displaystyle 3} 個對象的 {\displaystyle 4} 個子集。商群的誕生出于同樣的想法，但用一個群作為最終結果而非一個整數，因為比起任意對象構成的集合，群有更嚴密的結構。
更細致的說，當 {\displaystyle N} 是 {\displaystyle G} 的正規子群時， {\displaystyle G/N} 這一群結構形成了一種自然的「重新分組」。它們是 {\displaystyle N} 在 {\displaystyle G} 中陪集。因為這種運算涉及一個群和它的正規子群，最終我們得到的商不只是陪集的（正常除法所產生的）數目，還包含更多的信息，得到了一個群結構。

## 例子
- 考慮整數集Z（在加法下）的群和所有偶數構成的子群2Z。這是個正規子群，因為Z是阿貝爾群。只有兩個陪集：偶數的集合和奇數的集合；因此商群Z/2Z是兩個元素的循環群。這個商群同構於集合{ 0, 1 }帶有模2加法運算的群；非正式的說，有時稱Z/2Z等于集合{ 0, 1 }帶有模2加法。
- 上個例子的稍微一般化。再次考慮整數集Z在加法下的群。設n是任何正整數。我們考慮由n的所有倍數構成的Z的子群nZ。nZ在Z中還是正規子群因為Z是阿貝爾群。陪集們是搜集{nZ,1+nZ,...,(n−2)+nZ,(n−1)+nZ}。整數k屬于陪集r+nZ，這里的r是k除以n的馀數。商Z/nZ可以被認為模以n的“馀數”的群。這是個n階循環群。

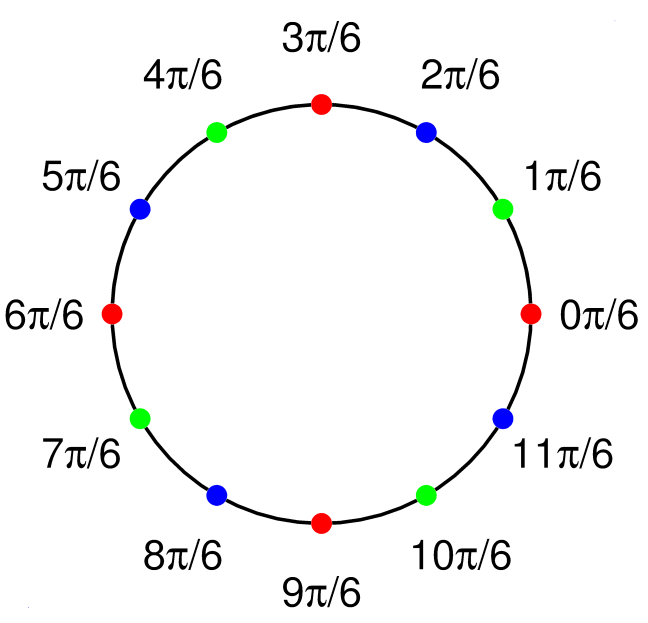
N在G中的陪集

- 考慮複數十二次單位一的根的乘法阿貝爾群G，它們是在單位圓上的點，它們在右圖中展示為著色的球并在每點上用數標記出它們的辐角。考慮它由單位一的四次根構成的子群N，在圖中表示為紅色球。這個正規子群把群分解為三個陪集，分別表示為紅色、綠色和藍色。你可以驗證這些陪集形成了三個元素的群（紅色元素和藍色元素的乘積是藍色元素，藍色元素的逆元是綠色元素等等）。因此商群G/N是三種顏色元素的群，它又是三個元素的循環群。
- 考慮實數集R在加法下的群，和整數集子群Z。Z在R中的陪集們是形如a + Z的所有集合，這里0 ≤ a < 1是實數。這種陪集的加法是通過做相應的實數的加法，并在結果大於或等于1的時候減去1完成的。商群R/Z同構於圓群S1，它是絕對值為1的複數在乘法下的群，或者說關于原點的二維旋轉的群，也就是特殊正交群SO(2)。有一個同構給出為f(a + Z) = exp（2πia，參見歐拉恒等式）。
- 如果G是可逆的3 × 3實數矩陣的群，而N是帶有行列式為1的3 × 3實數矩陣的子群，那么N在G中是正規子群（因為它是行列式同態的核）。N的陪集們是帶有給定行列式的矩陣的集合們，因此G/N同構於非零實數的乘法群。
- 考慮阿貝爾群Z4 = Z/4Z（也就是集合{ 0, 1, 2, 3 }帶有加法模4），和它的子群{ 0, 2 }。商群Z4 / { 0, 2 }是{ { 0, 2 }, { 1, 3 } }。這是帶有單位元{ 0, 2 }的群，群運算如{ 0, 2 } + { 1, 3 } = { 1, 3 }。子群{ 0, 2 }和商群{ { 0, 2 }, { 1, 3 } }同構於Z2。
- 考慮乘法群{\displaystyle G=\mathbf {Z} _{n^{2}}^{*}}。第n個馀數的集合N是{\displaystyle \mathbf {Z} _{n}^{*}}的ϕ (n)階乘法子群。則N在G中是正規子群并且因子群G/N有陪集N,（1+n）N, (1+n)2N,...,(1+n)n−1N。Pallier加密系統基于了在不知道n的因子分解的時候難于確定G的隨機元素的陪集的猜想。

## 性質
商群 {\displaystyle G/G} 同構於平凡群（只有一個元素的群），而 {\displaystyle G} 關於平凡群的商群 {\displaystyle G/\{e\}} 同構於 {\displaystyle G} 。
{\displaystyle G/N} 的階定義為 {\displaystyle [G:N]} ，它是 {\displaystyle N} 在 {\displaystyle G} 中的子群的指標（index）。如果 {\displaystyle G} 是有限群，指標等于 {\displaystyle G} 的階除以 {\displaystyle N} 的階。注意 {\displaystyle G} 和 {\displaystyle N} 都是無限群的時候 {\displaystyle G/N} 可以是有限的（比如 {\displaystyle \mathbb {Z} /2\mathbb {N} } 的階是 {\displaystyle 2} ）。
有一個“自然”滿射群同態 {\displaystyle \pi :G\rightarrow G/N} ，把每個 {\displaystyle G} 的元素 {\displaystyle g} 映射到 {\displaystyle g} 所屬于的 {\displaystyle N} 的陪集上，即 {\displaystyle \pi (g)=gN} 。映射 {\displaystyle \pi } 有時叫做「 {\displaystyle G} 到 {\displaystyle G/N} 上的規范投影」。它的核是 {\displaystyle N} 。
在包含 {\displaystyle N} 的 {\displaystyle G} 的子群和 {\displaystyle G/N} 的子群之間有一個雙射映射；如果 {\displaystyle H} 是 {\displaystyle G} 中一個包含 {\displaystyle N} 的子群，則對應的 {\displaystyle G/H} 的子群是 {\displaystyle \pi (H)} 。這個映射對于 {\displaystyle G} 的正規子群和 {\displaystyle G/H} 也成立，并在格定理中形式化。
商群的一些重要性質記錄在同態基本定理和同構基本定理中。
如果 {\displaystyle G} 是阿貝爾群、冪零群或可解群，則 {\displaystyle G/N} 也是。
如果 {\displaystyle G} 是循環群或有限生成群，則 {\displaystyle G/N} 也是。
如果 {\displaystyle N} 被包含在 {\displaystyle G} 的中心內，則 {\displaystyle G} 也叫做這個商群的中心擴張。
如果 {\displaystyle H} 是在有限群 {\displaystyle G} 中的子群，并且 {\displaystyle H} 的階等於 {\displaystyle G} 的階的一半，則 {\displaystyle H} 必然是正規子群，因此 {\displaystyle G/H} 存在并同構於 {\displaystyle C_{2}} 。這個結果還可以陳述為“任何指標為 {\displaystyle 2} 的子群都是正規子群”。這一結論也適用於無限群。
所有群都同構於一個自由群的商。
有時但非必然的，群 {\displaystyle G} 可以從 {\displaystyle G/N} 和 {\displaystyle N} 重構為一個直積或半直積。判定何時成立的問題叫做擴張問題。不成立的一個例子如下。 {\displaystyle \mathbb {Z} _{4}/\{0,2\}} 同構於 {\displaystyle \mathbb {Z} _{2}} ，并且還同構於 {\displaystyle \{0,2\}} ，但是其唯一的半直積是直積，因為 {\displaystyle \mathbb {Z} _{2}} 只有一個平凡的自同構。所以 {\displaystyle \mathbb {Z} _{4}} 不同于 {\displaystyle \mathbb {Z} _{2}\times \mathbb {Z} _{2}} ，它不能被重構。